# Mount Sirius
Mount Sirius är ett berg i Antarktis. Det ligger i Östantarktis. Nya Zeeland gör anspråk på området. Toppen på Mount Sirius är 2 300 meter över havet.
Terrängen runt Mount Sirius är platt åt nordost, men åt sydväst är den kuperad. Trakten är obefolkad. Det finns inga samhällen i närheten.